# Batîiiv, Radehiv
Batîiiv (în ucraineană Батиїв) este un sat în comuna Kustîn din raionul Radehiv, regiunea Liov, Ucraina.

## Demografie
Componența lingvistică a localității Batîiiv
     Ucraineană (100%)
Conform recensământului din 2001, toată populația localității Batîiiv era vorbitoare de ucraineană (100%).